# Portada/article maig 24

## Llet
La llet és un líquid blanquinós i opac produït per la secreció de les glàndules mamàries de les femelles dels mamífers (incloent-hi els monotremes, tot i mancar de mamelles definides). Aquesta capacitat secretora és una de les característiques que defineixen els mamífers.
La llet és la matèria primera amb què s'elaboren nombrosos productes lactis, com ara la mantega, el formatge o el iogurt, entre d'altres. És molt habitual l'ús dels derivats de la llet en la indústria agroalimentària, química i farmacèutica, en productes com ara la llet condensada, la llet en pols, la caseïna o la lactosa. La llet de vaca s'utilitza també en l'alimentació dels animals. Es compon principalment d'aigua, ions (sal, minerals i calci), carbohidrats (lactosa), matèria grassa i proteïnes.